# Stazione meteorologica di Potenza
La stazione meteorologica di Potenza è la stazione meteorologica di riferimento per il servizio meteorologico dell'Aeronautica Militare e per l'Organizzazione Mondiale della Meteorologia, relativa alla città di Potenza.

## Storia
La stazione meteorologica iniziò la sua attività nel 1928, svolgendo funzioni di rilevazione e raccolta di dati meteorologici e di assistenza alla navigazione aerea.
La sua originaria sede era presso l'edificio del centro storico che ospita l'Istituto Orazio Flacco, che ha ospitato l'osservatorio meteorologico fino al tragico evento del terremoto del 23 novembre 1980. Il violento evento sismico causò gravi danni, rendendo di fatto inagibile la stazione meteorologica.
Due settimane dopo, la postazione meteorologica fu spostata presso il palazzo in cui aveva la propria sede l'Istituto Nazionale delle Assicurazioni e, una volta dotata di tutti i nuovi strumenti, ricominciò la propria attività il 2 gennaio 1981.
Tuttavia, la stazione meteorologica interruppe nuovamente le sue attività nel gennaio 1999, per inagibilità del palazzo in cui era ubicata. Il successivo spostamento nella sede provvisoria presso l'edificio del Grande Albergo permise la sua riattivazione nel mese di ottobre del 2000.
Il 13 febbraio 2007 la stazione meteorologica ha cessato nuovamente la propria attività, in attesa di essere spostata e riattivata presso una nuova sede.

## Caratteristiche
La stazione meteorologica si trova nell'Italia meridionale, in Basilicata, nel comune di Potenza, a 845 metri s.l.m. e alle coordinate geografiche 40°38′N 15°48′E.

## Medie climatiche ufficiali

### Dati climatologici 1971-2000
In base alle medie climatiche del trentennio 1971-2000, la temperatura media del mese più freddo, gennaio, è di +4,1 °C, mentre quella del mese più caldo, agosto, si attesta a +20,8 °C. Mediamente, si contano 41 giorni di gelo all'anno e 11 giorni con temperatura massima uguale o superiore ai +30 °C. Nel medesimo trentennio, la temperatura minima assoluta ha toccato i -9,6 °C nel gennaio 1981, mentre la massima assoluta ha fatto registrare i +36,8 °C nel luglio 1988 e nell'agosto 1998.
Le precipitazioni medie annue si attestano a 613 mm, mediamente distribuiti in 82 giorni di pioggia, con minimo in estate e picco massimo in autunno-inverno.
L'umidità relativa media annua fa registrare il valore di 69,5 % con minimo di 61 % a luglio e massimo di 78 % a dicembre; mediamente si contano 16 giorni di nebbia all'anno.
Di seguito è riportata la tabella con le medie climatiche e i valori massimi e minimi assoluti registrati nel trantennio 1971-2000 e pubblicati nell'Atlante Climatico d'Italia del Servizio Meteorologico dell'Aeronautica Militare relativo al medesimo trentennio.
| Potenza (1971-2000)             | Mesi        | Mesi         | Mesi        | Mesi        | Mesi        | Mesi        | Mesi        | Mesi        | Mesi        | Mesi        | Mesi        | Mesi        | Stagioni | Stagioni | Stagioni | Stagioni | Anno  |
| Potenza (1971-2000)             | Gen         | Feb          | Mar         | Apr         | Mag         | Giu         | Lug         | Ago         | Set         | Ott         | Nov         | Dic         | Inv      | Pri      | Est      | Aut      | Anno  |
| ------------------------------- | ----------- | ------------ | ----------- | ----------- | ----------- | ----------- | ----------- | ----------- | ----------- | ----------- | ----------- | ----------- | -------- | -------- | -------- | -------- | ----- |
| T. max. media (°C)              | 6,9         | 7,2          | 9,7         | 12,8        | 18,1        | 22,3        | 25,7        | 25,8        | 21,7        | 16,5        | 11,0        | 7,9         | 7,3      | 13,5     | 24,6     | 16,4     | 15,5  |
| T. min. media (°C)              | 1,2         | 1,1          | 2,5         | 4,8         | 9,2         | 12,7        | 15,4        | 15,7        | 12,7        | 8,9         | 4,7         | 2,3         | 1,5      | 5,5      | 14,6     | 8,8      | 7,6   |
| T. max. assoluta (°C)           | 20,0 (1985) | 21,8 (1977)  | 23,6 (1991) | 25,6 (1977) | 29,8 (1996) | 33,0 (1998) | 36,8 (1988) | 36,8 (1998) | 33,2 (1994) | 30,0 (1993) | 21,8 (1996) | 20,0 (1989) | 21,8     | 29,8     | 36,8     | 33,2     | 36,8  |
| T. min. assoluta (°C)           | −9,6 (1981) | −10,0 (1993) | −7,8 (1977) | −3,6 (1995) | 0,5 (1987)  | 4,0 (1977)  | 8,0 (1975)  | 6,8 (1976)  | 1,2 (1977)  | −1,2 (1972) | −7,0 (1973) | −8,0 (1976) | −10,0    | −7,8     | 4,0      | −7,0     | −10,0 |
| Giorni di calura (Tmax ≥ 30 °C) | 0           | 0            | 0           | 0           | 0           | 1           | 5           | 5           | 0           | 0           | 0           | 0           | 0        | 0        | 11       | 0        | 11    |
| Giorni di gelo (Tmin ≤ 0 °C)    | 11          | 10           | 8           | 2           | 0           | 0           | 0           | 0           | 0           | 0           | 3           | 7           | 28       | 10       | 0        | 3        | 41    |
| Precipitazioni (mm)             | 55,7        | 63,0         | 48,6        | 66,8        | 42,8        | 30,4        | 26,1        | 32,6        | 46,2        | 61,6        | 73,3        | 66,0        | 184,7    | 158,2    | 89,1     | 181,1    | 613,1 |
| Giorni di pioggia               | 8           | 9            | 9           | 9           | 6           | 4           | 3           | 4           | 5           | 8           | 9           | 8           | 25       | 24       | 11       | 22       | 82    |
| Giorni di nebbia                | 3           | 2            | 1           | 1           | 1           | 0           | 0           | 0           | 0           | 2           | 3           | 3           | 8        | 3        | 0        | 5        | 16    |
| Umidità relativa media (%)      | 76          | 74           | 71          | 68          | 67          | 65          | 61          | 62          | 66          | 71          | 75          | 78          | 76       | 68,7     | 62,7     | 70,7     | 69,5  |

### Dati climatologici 1961-1990
In base alla media trentennale di riferimento (1961-1990) per l'Organizzazione Mondiale della Meteorologia, la temperatura media del mese più freddo, gennaio, si attesta a +3,5 °C; quella del mese più caldo, agosto, è di +20,2 °C. Nel medesimo trentennio, la temperatura minima assoluta ha toccato i -12,2 °C nel gennaio 1968 (media delle minime assolute annue di -7,2 °C), mentre la massima assoluta ha fatto registrare i +36,8 °C nel luglio 1988 (media delle massime assolute annue di +32,4 °C).
La nuvolosità media annua si attesta a 4,2 okta, con minimi di 2,3 okta a luglio e ad agosto e massimo di 5,5 okta a gennaio.
Le precipitazioni medie annue si aggirano sui 650 mm, mediamente distribuite in 91 giorni, con minimi relativi in estate e picco massimo moderato in autunno.
L'umidità relativa media annua fa registrare il valore di 70,6 % con minimo di 62 % a luglio e massimo di 78 % a dicembre.
Il vento presenta una velocità media annua di 5,2 m/s, con minimo di 4,7 m/s ad ottobre e massimo di 6 m/s a febbraio; la direzione prevalente è di ponente in ogni mese dell'anno..
| Potenza (1961-1990)         | Mesi         | Mesi        | Mesi        | Mesi        | Mesi        | Mesi        | Mesi        | Mesi        | Mesi        | Mesi        | Mesi        | Mesi        | Stagioni | Stagioni | Stagioni | Stagioni | Anno  |
| Potenza (1961-1990)         | Gen          | Feb         | Mar         | Apr         | Mag         | Giu         | Lug         | Ago         | Set         | Ott         | Nov         | Dic         | Inv      | Pri      | Est      | Aut      | Anno  |
| --------------------------- | ------------ | ----------- | ----------- | ----------- | ----------- | ----------- | ----------- | ----------- | ----------- | ----------- | ----------- | ----------- | -------- | -------- | -------- | -------- | ----- |
| T. max. media (°C)          | 6,2          | 6,7         | 9,3         | 13,0        | 18,0        | 21,7        | 25,0        | 25,0        | 21,4        | 16,2        | 11,2        | 7,5         | 6,8      | 13,4     | 23,9     | 16,3     | 15,1  |
| T. min. media (°C)          | 0,8          | 0,9         | 2,4         | 5,2         | 9,2         | 12,5        | 15,0        | 15,3        | 12,6        | 8,8         | 5,0         | 2,2         | 1,3      | 5,6      | 14,3     | 8,8      | 7,5   |
| T. max. assoluta (°C)       | 20,0 (1962)  | 21,8 (1977) | 23,4 (1989) | 25,6 (1977) | 29,4 (1962) | 32,6 (1982) | 36,8 (1988) | 34,0 (1965) | 33,0 (1975) | 28,2 (1981) | 23,0 (1961) | 20,0 (1989) | 21,8     | 29,4     | 36,8     | 33,0     | 36,8  |
| T. min. assoluta (°C)       | −12,2 (1968) | −8,0 (1962) | −9,0 (1963) | −4,0 (1969) | −3,8 (1962) | 3,4 (1970)  | 7,6 (1970)  | 6,8 (1976)  | 1,2 (1977)  | −1,2 (1972) | −7,0 (1973) | −8,5 (1961) | −12,2    | −9,0     | 3,4      | −7,0     | −12,2 |
| Nuvolosità (okta al giorno) | 5,5          | 5,4         | 5,0         | 4,8         | 4,1         | 3,4         | 2,3         | 2,3         | 3,3         | 4,2         | 4,7         | 5,3         | 5,4      | 4,6      | 2,7      | 4,1      | 4,2   |
| Precipitazioni (mm)         | 62,9         | 53,9        | 53,0        | 59,9        | 45,7        | 42,2        | 29,4        | 35,6        | 45,0        | 69,7        | 79,8        | 73,5        | 190,3    | 158,6    | 107,2    | 194,5    | 650,6 |
| Giorni di pioggia           | 9            | 9           | 10          | 9           | 7           | 6           | 3           | 5           | 5           | 8           | 10          | 10          | 28       | 26       | 14       | 23       | 91    |
| Umidità relativa media (%)  | 77           | 75          | 72          | 69          | 69          | 67          | 62          | 64          | 66          | 72          | 76          | 78          | 76,7     | 70       | 64,3     | 71,3     | 70,6  |
| Vento (direzione-m/s)       | W 5,7        | W 6,0       | W 5,6       | W 5,5       | W 5,0       | W 4,9       | W 5,1       | W 4,9       | W 4,8       | W 4,7       | W 5,3       | W. 5,5      | 5,7      | 5,4      | 5,0      | 4,9      | 5,2   |

### Dati climatologici 1951-1980
In base alle medie climatiche del periodo 1951-1980, la temperatura media del mese più caldo, agosto, si attesta a +20,3 °C, mentre la temperatura media del mese più freddo, gennaio, fa registrare il valore di +3,4 °C.
Nel trentennio esaminato, la temperatura massima più elevata di +36,4 °C risale all'agosto 1956, mentre la temperatura minima più bassa di -12,2 °C fu registrata nel gennaio 1968.
| Potenza (1951-1980)   | Mesi         | Mesi        | Mesi        | Mesi        | Mesi        | Mesi        | Mesi        | Mesi        | Mesi        | Mesi        | Mesi        | Mesi        | Stagioni | Stagioni | Stagioni | Stagioni | Anno  |
| Potenza (1951-1980)   | Gen          | Feb         | Mar         | Apr         | Mag         | Giu         | Lug         | Ago         | Set         | Ott         | Nov         | Dic         | Inv      | Pri      | Est      | Aut      | Anno  |
| --------------------- | ------------ | ----------- | ----------- | ----------- | ----------- | ----------- | ----------- | ----------- | ----------- | ----------- | ----------- | ----------- | -------- | -------- | -------- | -------- | ----- |
| T. max. media (°C)    | 5,9          | 6,8         | 9,4         | 12,9        | 17,8        | 22,1        | 25,0        | 25,2        | 21,2        | 15,8        | 11,1        | 7,7         | 6,8      | 13,4     | 24,1     | 16,0     | 15,1  |
| T. min. media (°C)    | 0,8          | 1,1         | 2,5         | 5,2         | 9,2         | 12,7        | 15,0        | 15,4        | 12,5        | 8,7         | 5,2         | 2,5         | 1,5      | 5,6      | 14,4     | 8,8      | 7,6   |
| T. max. assoluta (°C) | 20,0 (1962)  | 21,8 (1977) | 25,8 (1952) | 25,6 (1977) | 31,2 (1958) | 34,8 (1952) | 36,0 (1953) | 36,4 (1956) | 33,0 (1975) | 28,0 (1958) | 23,0 (1960) | 19,0 (1960) | 21,8     | 31,2     | 36,4     | 33,0     | 36,4  |
| T. min. assoluta (°C) | −12,2 (1968) | −8,4 (1956) | −9,0 (1963) | −4,0 (1969) | −3,8 (1962) | 3,4 (1970)  | 7,6 (1970)  | 6,8 (1976)  | 1,2 (1977)  | −1,2 (1972) | −7,0 (1973) | −8,5 (1957) | −12,2    | −9,0     | 3,4      | −7,0     | −12,2 |

### Dati climatologici 1931-1960
In base alle medie climatiche 1931-1960, la temperatura media del mese più freddo, gennaio, è di +3,1 °C (contro i +3,5 °C della media 1961-1990) mentre quella dei mesi più caldi, luglio e agosto, si attesta a +21,5 °C (contro i +20,0 °C di luglio e i +20,2 °C di agosto delle medie 1961-1990). La temperatura media annua fa registrare il valore di +12,0 °C (contro i +11,3 °C della media 1961-1990).
Mediamente si contano 29 giorni di gelo all'anno e 105 giornate in cui si registrano precipitazioni, anche se inferiori alla soglia di 1 mm del giorno di pioggia.
| Potenza (1931-1960)          | Mesi | Mesi | Mesi | Mesi | Mesi | Mesi | Mesi | Mesi | Mesi | Mesi | Mesi | Mesi | Stagioni | Stagioni | Stagioni | Stagioni | Anno |
| Potenza (1931-1960)          | Gen  | Feb  | Mar  | Apr  | Mag  | Giu  | Lug  | Ago  | Set  | Ott  | Nov  | Dic  | Inv      | Pri      | Est      | Aut      | Anno |
| ---------------------------- | ---- | ---- | ---- | ---- | ---- | ---- | ---- | ---- | ---- | ---- | ---- | ---- | -------- | -------- | -------- | -------- | ---- |
| T. max. media (°C)           | 5,6  | 7,5  | 10,0 | 14,0 | 18,5 | 23,0 | 27,0 | 27,0 | 23,0 | 16,8 | 11,5 | 8,0  | 7,0      | 14,2     | 25,7     | 17,1     | 16,0 |
| T. min. media (°C)           | 0,5  | 1,5  | 3,0  | 5,5  | 10,0 | 13,5 | 16,0 | 16,0 | 13,0 | 8,5  | 5,0  | 2,4  | 1,5      | 6,2      | 15,2     | 8,8      | 7,9  |
| Giorni di gelo (Tmin ≤ 0 °C) | 10   | 7    | 4    | 1    | 0    | 0    | 0    | 0    | 0    | 0    | 1    | 6    | 23       | 5        | 0        | 1        | 29   |
| Giorni di pioggia            | 9    | 9    | 10   | 12   | 9    | 7    | 4    | 5    | 7    | 11   | 10   | 12   | 30       | 31       | 16       | 28       | 105  |

## Valori estremi

### Temperature estreme mensili dal 1946 al 2007
Nella tabella sottostante sono riportate le temperature massime e minime assolute mensili, stagionali ed annuali dal 1946 al febbraio 2007, con il relativo anno in cui si queste si sono registrate. La massima assoluta del periodo esaminato di +38,2 °C risale al settembre 1946, mentre la minima assoluta di -12,2 °C è del gennaio 1968.
| Potenza (1946-2007)   | Mesi         | Mesi         | Mesi        | Mesi        | Mesi        | Mesi        | Mesi        | Mesi        | Mesi        | Mesi        | Mesi        | Mesi        | Stagioni | Stagioni | Stagioni | Stagioni | Anno  |
| Potenza (1946-2007)   | Gen          | Feb          | Mar         | Apr         | Mag         | Giu         | Lug         | Ago         | Set         | Ott         | Nov         | Dic         | Inv      | Pri      | Est      | Aut      | Anno  |
| --------------------- | ------------ | ------------ | ----------- | ----------- | ----------- | ----------- | ----------- | ----------- | ----------- | ----------- | ----------- | ----------- | -------- | -------- | -------- | -------- | ----- |
| T. max. assoluta (°C) | 20,8 (1952)  | 21,8 (1977)  | 25,8 (1952) | 28,2 (2003) | 33,2 (2006) | 35,4 (2006) | 36,8 (1988) | 37,4 (1946) | 38,2 (1946) | 30,4 (2003) | 27,2 (2004) | 20,0 (1989) | 21,8     | 33,2     | 37,4     | 38,2     | 38,2  |
| T. min. assoluta (°C) | −12,2 (1968) | −10,0 (1993) | −9,0 (1963) | −4,4 (2003) | −3,8 (1962) | 3,4 (1970)  | 7,6 (1970)  | 6,8 (1976)  | 1,2 (1977)  | −1,2 (1972) | −7,0 (1973) | −8,5 (1957) | −12,2    | −9,0     | 3,4      | −7,0     | −12,2 |